# Доктрина деиудаизации караимов
Доктрина деиудаизация караимизма — доктрина С. М. Шапшала, основанная на его теории об алтайско-тюркском происхождении караимов и языческих корнях караимизма (почитание священных дубов, политеизм во главе с богом Тенгри, жертвоприношения). Тюркская теория этногенеза караимского народа сыграла значительную роль в формировании этнической идентичности караимов Восточной Европы и по-прежнему является темой острых научных и общественных споров.

## Постулаты
- Караимы являются коренным этносом Крыма, существовавшим задолго до принятия ими учения Анана бен Давида.
- Учение Анана бен Давида было близко к раннему христианству, а Иисуса и Мухаммеда караимы считали испокон веков пророками. Караимы Крыма приняли закон Моисея, но продолжали придерживаться древних тюркских языческих верований.
- Реликты архаичных культов караимов восходят к язычеству, шаманизму, тенгрианству. Хотя, по словам Шапшала, «караимское духовенство в течение ряда веков успело преобразить мировоззрение своих единоверцев»[1], именно древние культы являются оригинальным культурным наследием крымских караимов, требующим изучения, сохранения и восстановления. Среди исконных обрядов караимов, подлежащих восстановлению: культ священных дубов, страусиные яйца как талисман и другие[уточнить][2].

## Реформы
В рамках этой доктрины Шапшал изменил несколько терминов, имеющих древнееврейскую этимологию, на термины, имеющие по его мнению, тюркскую этимологию
1. замена термина «Гахам» на «Гахан» по созвучию со словом «хан», придумав при этом специальный обычай вступления в эту должность, якобы принятую у хазар[7];
2. отмена преподавания древнееврейского языка в караимских школах[7];
3. уничтожение еврейских элементов караимской культуры;
4. замена названия праздников и еврейских месяцев на тюркские:

| Традиционное название (1915 год) | Вторичное название (с переводом на русский язык)                       | Современное тюркское название | Тюркское название в переводе на русский язык |
| -------------------------------- | ---------------------------------------------------------------------- | ----------------------------- | -------------------------------------------- |
| «Песах»                          | Хаг га-Маччот (Праздник опресноков)                                    | Tymbyl Chydžy                 | Праздник пасхальных лепёшек (опресноков)     |
| «Омер»                           | Сефира (Отсчёт Омера)                                                  | San Bašy                      | Начало Счёта                                 |
|                                  |                                                                        | Jarty San                     | Середина Счёта                               |
| «Шавуот»                         | Хаг Шавуот (Праздник Седмиц (Недель))                                  | Aftalar Chydzy                | Праздник Недель                              |
| Пост 9-го Таммуза                | Чом hаревии (Пост четвёртого месяца)                                   | Burunhu Oruč                  | Первый Пост                                  |
| Пост 7-го Ава                    | Чом hахамиши (Пост пятого месяца)                                      | Ortančy Oruč                  | Средний Пост                                 |
| Пост 10-го Ава                   | Недава (Добровольное пожертвование)                                    | Kurban                        | Жертва                                       |
| «Рош га-Шана»                    | Йом Теруа (День Трубения)                                              | Byrhy Kiuniu                  | День Труб                                    |
| «Йом Киппур»                     | буквально «День Прощения»                                              | Bošatlych Kiuniu              | День Прощения                                |
| «Пост Гедальи»                   | Чом hашвии (Пост седьмого месяца)                                      | Отсутствует                   |                                              |
| «Суккот»                         | буквально «Шалаши». Другое название: «Хаг га-Асиф» («Праздник Урожая») | Alačych Chydzy или Орах Тою   | Праздник Шалашей или Праздник Урожая         |
| Пост 10-го Тевета                | Чом hаасири (Пост десятого месяца)                                     | Oruč                          | Пост                                         |
| «Пурим»                          | «Жребий»                                                               | Kynyš                         | Треугольный сладкий пирожок с маком          |
|                                  | Не считался праздником                                                 | Jyl Bašy                      | Начало года                                  |

## Последователи
Эта теория получила дальнейшее развитие в работах крымских караимоведов постсоветской эпохи и официально принята как единственно верный взгляд на прошлое и настоящее караимов Ассоциацией крымских караимов «Кърымкъарайлар», сделавшей в 2000 году следующее заявление: 
Попытки приписать крымским караимам чуждые этнос и религию, смешение этнических крымских караимов с караимами по религии, искажение истории — оскорбляют национальные чувства и создают предпосылки для национальных и религиозных конфликтов.
Кроме того, в постсоветскую эпоху наблюдаются следующие тенденции:
- Обвинение учёных, критикующих теорию Шапшала, в заговоре против караимов[19];
- Некоторые караимоведы приписывают термину «караим» (от др.-евр. קָרָאִים‬ — букв. читающие) тюркскую этимологию[20][21];
- Некоторые караимские авторы отрицают любые семитские элементы в этногенезе караимов и элементы иудаизма в караимизме[22];
- Приписывание древним караимам древнеболгарского календаря[23];
- Распространённая среди караимов фамилия Коген получила новую трактовку: от хазарского титула каган[21], а по утверждению караимоведа С. И. Кушуль, караимы-носители фамилий Леви и Коген «не потомки израильского колена Левитов и Когенов, а потомки тюркских священнослужителей»[24];
- 20 мая 2016 года «Национальный съезд крымских караимов-тюрков» принял единогласное решение отказаться от использования названий «Чуфут-Кале» и «Иосафатова долина» для обозначения «народных святынь крымских караимов-тюрков»[25].